# Eloeophila marmorataeformis
Eloeophila marmorataeformis är en tvåvingeart som först beskrevs av Riedel 1914.  Eloeophila marmorataeformis ingår i släktet Eloeophila och familjen småharkrankar. Inga underarter finns listade i Catalogue of Life.